# Bahía Illana
La bahía Illana es una gran bahía del golfo Moro, frente a la costa suroeste de la isla de Mindanao, en el sur de Filipinas. Tanto la bahía como el golfo Moro son parte del mar de Célebes.

## Comandancia militar de la bahía Illana
La comandancia militar de la bahía Illana fue una división administrativa histórica de la capitanía general de Filipinas, situada en la misma isla, dependiente del Distrito 5.º de Cotabato.
La comandancia estaba situada al suroeste de Mindanao entre la bahía de su mismo nombre y Misamis, Cotabato y Zamboanga. Su gobierno estaba a cargo de un oficial del ejército que ejerce las funciones judiciales con un secretario asesor letrado, y las económicas como subdelegado de hacienda.
En el siglo XIX, la población de las comandancias-político militares se componía de infieles repartidos en rancherías o de cristianos recién convertidos organizados en pueblos. En lo espiritual estaban la mayor parte administradas por misioneros, en Bahía Illana jesuitas,  y algunas por párrocos.
En lo político eran regidas por un jefe u oficial del Ejército Español; con atribuciones tanto judiciales como económicas. El comandante y la plana mayor del regimiento número 69 residían en Parangparang, en cuyo punto hay también un hospital militar. Del gobierno político-militar de esta comandancia dependían las de Barás, Balabang y Tucuran.
En 1861 constituye con Davao el distrito central de Mindanao, Capital del Gobierno, al mando de un coronel con atribuciones de Brigadier: "Este Gobierno corresponderá a la clase de Brigadieres, pero el primero nombrado podrá ser Coronel, y en este caso optará por recompensa al referido empleo de Brigadier a los tres años."